# William E. Thornton
William Edgar Thornton (Faison, 14 aprile 1929 – Boerne, 11 gennaio 2021) è stato un astronauta e medico statunitense. Partecipò alle missioni spaziali Shuttle STS-8 e STS-51-B come specialista di missione.

## Istruzione
- istruzione primaria e secondaria nella città natale di Faison nella Carolina del Nord;
- 1952: titolo di bachelor in fisica conseguito presso l'Università della Carolina del Nord
- 1963: laurea in medicina conseguita presso l'Università della Carolina del Nord.

Thornton è pluridecorato di onorificenze nazionali ed internazionali sia nel campo militare sia in campo civile.

## Esperienze
Terminati gli studi presso l'Università della Carolina del Nord nonché avendo effettuato l'addestramento di base dell'Aeronautica militare, Thornton prestò servizio quale ufficiale del laboratorio strumentale (Instrumentation Lab) presso la Flight Test Air Proving Ground. Successivamente divenne consulente del comando dell'Air Proving Ground.
Ingegnere capo del reparto di elettronica della Del Mar Engineering di Los Angeles in California negli anni dal 1956 al 1959, fu responsabile dell'organizzazione e della direzione del reparto di aviazione di detta ditta. Nel 1959 fece ritorno alla facoltà di medicina dell'Università della Carolina del Nord, per laurearsi nel 1963, e completare il tirocinio nel 1964 presso l'ospedale militare dell'Air Force di Wilford Hall della Lackland Air Force Base di San Antonio in Texas.
Thornton rientrò nel servizio attivo dell'Air Force e venne di conseguenza assegnato all'apposito reparto medico, con base presso la Brooks Air Force Base, sempre a San Antonio. Presso tale base effettuò nel 1964 il suo primo addestramento di volo. Fu comunque durante i suoi successivi due anni di servizio ad essere coinvolto nella ricerca di medicina spaziale e conseguentemente scelto per l'addestramento da astronauta a causa della sua abilità e degli ottimi risultati ottenuti nel campo di ricerca medica. Thornton infatti sviluppò e disegnò i primi strumenti per la misura della massa fisica da usarsi nello spazio che sono a tutt'oggi in uso.
Thornton ha raggiunto oltre 2.500 ore di volo su aerei jet ed attualmente svolge la professione di professore assistente della facoltà di medicina dell'Università del Texas di Galveston in Texas, nonché di professore supplente dell'Università di Houston - Clear Lake.

## Esperienze alla NASA
Thornton venne selezionato dalla NASA ad agosto del 1967 come scienziato-astronauta. Completò il richiesto addestramento di volo presso la Reese Air Force Base in Texas. Thornton fece parte dell'equipaggio per una simulazione di missione chiamata Skylab Medical Experiments Altitude Test (SMETA) nel ruolo di scienziato-astronauta. Si trattò di una simulazione di volo, della durata di 56 giorni, eseguita a terra per abilitare gli equipaggi della stazione spaziale Skylab ad eseguire esperimenti medici ed ulteriori operazioni e procedure, al fine di ottenere risultati paragonabili e valutabili durante le successive tre missioni equipaggiate effettivamente lanciate nello spazio. La simulazione si concluse con pieno successo.
Fece inoltre parte della simulazione di una missione di scienze umane dello Spacelab chiamata SMD III, questa volta nel ruolo di specialista di missione.
Thornton fece parte degli equipaggi di supporto per le tre missioni equipaggiate della stazione spaziale Skylab: le missioni Skylab 2, Skylab 3 e Skylab 4. Fu particolarmente coinvolto nella ricerca medica di queste missioni risuscendo a documentare il rapido calare della massa muscolare degli astronauti nonché della perdita della relativa forza a causa di un prolungato volo nello spazio.
Successivamente divenne membro dell'ufficio degli astronauti nel reparto dello sviluppo delle missioni da effettuare. In tale carica Thornton fu responsabile di sviluppare dei procedimenti e delle tecniche da usare per posizionare i carichi di bordo garantendo le ottime condizioni fisiche degli astronauti. A causa della documentata perdita di massa muscolare venne infatti ritenuto di fondamentale importanza, che gli astronauti in volo si mantenessero in forma per eseguire tutte le operazioni necessarie durante i vari tipi di missioni.
Pure durante le operazioni del programma Space Shuttle condusse ricerche mediche, specialmente nei campi cardiovascolari, neurologici e dell'apparato muscolare. Sono sue le invenzioni per gli esercizi di allenamento fisico che gli astronauti svolgono durante le loro missioni. Si dedicò pure particolarmente alle sindromi dovute alle difficoltà di adattamento del corpo umano alle condizioni presenti nello spazio, malattia paragonabile al mal di mare e conosciuta come malattia dello spazio. Per ottenere significanti risultati in questo campo collaborò alle missioni STS-4, STS-5, STS-6, STS-7 ed STS-8 analizzando medicalmente i componenti dei vari equipaggi delle predette missioni.
Thornton è titolare di oltre 35 brevetti che vanno dall'armamento militare a misuratori per analisi cardiache, effettuate mediante elettrocardiogramma computerizzati funzionanti in tempo reale (i primi di questo tipo). Inoltre ha sviluppato numerosi strumenti e misuratori in parte in uso a tutt'oggi durante l'esplorazione spaziale.
Thornton è veterano di due voli nello spazio, raggiungendo oltre 313 ore di volo nello spazio. Fu infatti specialista di missione dei voli STS-8, svoltosi nel 1983 e STS-51B svoltosi nel 1985.
Thornton continuò a collaborare presso la NASA nel campo della medicina spaziale sperando in una terza opportunità di volo nello spazio. Si dedicò particolarmente al superamento di diversi problemi per missioni di lunga durata effettuate con lo Shuttle verso la stazione spaziale Freedom, sviluppando diversi strumenti da usare durante tali missioni. Non mancarono la pubblicazione di risultati e di analisi in diversi campi medici, tra i quali spicca senz'altro la ricerca neuromuscolare, sia per gli effetti dovuti a voli nello spazio che per il trattamento postmissione. Inoltre si è dedicato a ricerche relative all'osteoporosi in generale. Gli strumenti sviluppati e le proposte per i vari esercizi fisici sono per la maggior parte state accolte dagli responsabili dalla NASA, tanto che in parte risultano ormai programmati per un prossimo uso nello spazio.
Thornton si ritirò dal servizio attivo della NASA il 31 maggio 1994. È morto l'11 gennaio 2021 all'età di 91 anni, nella sua casa di Boerne, in Texas.

## Esperienze di volo nello spazio
La missione delloSpace Shuttle Challenger STS-8 (svoltasi dal 30 agosto al 5 settembre 1983) fu il terzo volo di questo orbiter nonché la prima ad essere lanciata con un lancio notturno dal Kennedy Space Center in Florida; pure l'atterraggio avvenne nella notte presso la Edwards Air Force Base in California. Durante la missione Thornton fu impegnato nell'effettuazione di misurazioni e di ricerche sul corpo umano, particolarmente del sistema nervoso e dell'adattamento all'assenza di forza di gravità. Si trattò in fondo della continuazione del lavoro già svolto in questo campo. La maggior parte degli strumenti usati per queste ricerche erano precedentemente stati sviluppati dallo stesso. La missione effettò 98 orbite terrestri, percorrendo circa 3,5 milioni di chilometri ed ebbe una durata totale di 145 ore, 8 minuti e 4 secondi.
La missione scientifica dello Spacelab-3 STS-51-B venne lanciata dal Kennedy Space Center in Florida il 29 aprile 1985. Si trattò della prima missione pienamente operativa dello Spacelab. L'equipaggio composto da sette membri condusse una serie di esperimenti riferentesi particolarmente alla fisica dello spazio e delle reazioni fisiche all'assenza di forza di gravità su animali (due scimmie e 24 roditori infatti completarono l'equipaggio).
Thornton fu responsabile per l'appunto della conduzione degli esperimenti con gli animali, per la prima volta trasportati su di un volo dello Shuttle, nonché dell'esecuzione di vari ulteriori esperimenti di carattere medico. La missione dell'orbiter Challenger atterrò il 6 maggio 1985 presso la Edwards Air Force Base in California. Completò 110 orbite terrestri su di una traiettoria di 411 chilometri di altezza percorrendo una distanza di circa 4,6 milioni di chilometri. Ebbe una durata totale di 169 ore e 39 minuti.